# Menophra nycthemeraria
Menophra nycthemeraria là một loài bướm đêm trong họ Geometridae.